# Рождество Богородично (Скала Потамияс)
„Рождество Богородично“ (на гръцки: Γενέθλια Παναγίας Σκάλας Ποταμιάς) е възрожденска православна църква в Скала Потамияс, пристанището на Потамия, на остров Тасос, Егейска Македония, Гърция, част от Филипийската, Неаполска и Тасоска епархия на Вселенската патриаршия.
Разположена е източно от селището, западно от пътя Панагия - Хриси Амудия. Църквата вероятно е от същото време като съседната „Свети Йоан Богослов“.
Представлява еднокорабен храм, който е трябвало да има трем. Външните му размери са 7,85 / 5,73 m, площта му е 44,99 m2, а дебелината на стените е 0,73 m. Входът е от запад и е повдигнат една стъпка от трема и три от наоса. Над него има издялан кръст, какъвто има и над апсидата. Над него четириъгълна ниша. Вътрешността на храма се осветява от два малки правоъгълни прозореца на южната страна. Подът е покрит с бели плочи, а таванът е картонен. Иконостасът е дъсчен с две врати. Царският ред е: северна врата със Свети Йоан, Рождество Богородично, Света Богородица с Христос, царските двери, Исус Христос, Свети Йоан Предтеча, Свети Димитър. Иконостасът има и втори ред с места за шест по-малки икони.
Апсидата отвън е полушестоъгълна с вентилационен прозорец. Във вътрешността стига до пода. Олтарът е правоъгълна мраморна плоча, която се основава на раннохристиянска колона. Наличието на подобен олтар говори за средновековна фаза на храма. Протезисът е правоъгълна, а диакониконът – полукръгла ниша. На северната стена има още една полукръгла сводеста ниша. Осветлението става през прозорец и минимален кръгъл оберлихт над апсидата. Покривът е покрити с плочи.